# Arachnothryx breviflora
Arachnothryx breviflora är en måreväxtart som beskrevs av Attila L. Borhidi. Arachnothryx breviflora ingår i släktet Arachnothryx och familjen måreväxter. Inga underarter finns listade i Catalogue of Life.